# 후안 페르난데스 빌렐라
후안 페르난데스 빌렐라(스페인어: Juan Fernández Vilela, 1948년 9월 16일, 갈리시아 주 페롤 ~)는 스페인의 전직 축구 선수이다. 그는 에스테이로, 라싱 페롤, 아르세날 페롤, 셀타 비고, 그리고 폰테베드라에 몸을 담았었다. 또한, 1968년 하계 올림픽에 스페인 선수단 일원으로 참가했다.